# Aichi D1A
Aichi D1A – japoński dwumiejscowy, pokładowy i lądowy bombowiec nurkujący.

## Historia
Podstawą budowy prototypu bombowca specjalnego Aichi był sprowadzony z Niemiec bombowiec nurkujący Heinkel He 66. Nowy samolot projektowany pod kryptonimem B-9 został wyposażony w japoński silnik gwiazdowy typu Nakajima Kotobuki o mocy 580 KM i skierowany do produkcji pod oznaczeniem D1A1. Szybko jednak powstała ulepszona wersja nurkowca oznaczona D1A2. Nowa wersja różniła się od A1D1 osłonami kół podwozia oraz bardziej wydajną jednostką napędową.
D1A pełnił służbę podczas wojny chińsko-japońskiej. Od 1942 roku prawie wszystkie samoloty D1A przeniesiono do rezerwy.

## Dane techniczne
- Kraj produkcji: Cesarstwo Japonii
- Typ: (D1A) dwumiejscowy, pokładowy i lądowy bombowiec nurkujący
- Napęd: dziewięciocylindrowy, dwugwiazdowy silnik typu Nakajima Hikari 1 o mocy 544 kW (730 KM)
- Osiągi:
  - prędkość maksymalna: 309 km/h
  - czas wznoszenia na wysokość 3000 m: 7 min 51 s
  - pułap praktyczny: 6980 m
  - zasięg: 927 km
- Masa:
  - własna: 1516 kg
  - maksymalna startowa: 2610 kg
- Wymiary:
  - rozpiętość skrzydeł: 11,40 m
  - długość: 9,30 m
  - wysokość: 3,41 m
- Uzbrojenie:
  - dwa karabiny maszynowe 7,7 mm Typ 92 w górnej, przedniej części kadłuba
  - ruchomy karabin maszynowy 7,7 mm w tylnej kabinie
  - ładunek 310 kg bomb na podwieszeniach zewnętrznych